# Route départementale 26 (Haute-Savoie)
Pour les articles homonymes, voir Route départementale 26.
La route départementale 26 de Haute-Savoie, en France, relie Thonon-les-Bains à Saint-Jeoire.

## Communes traversées
- Thonon
- Armoy
- Le Lyaud
- Reyvroz
- Vailly
- Bellevaux
- Mégevette
- Onnion
- Saint-Jeoire

## Cols traversé
- Col de Jambaz

## Lieux remarquables
- Le tunnel Napoléon
- Mont-Hermone